# Gabella

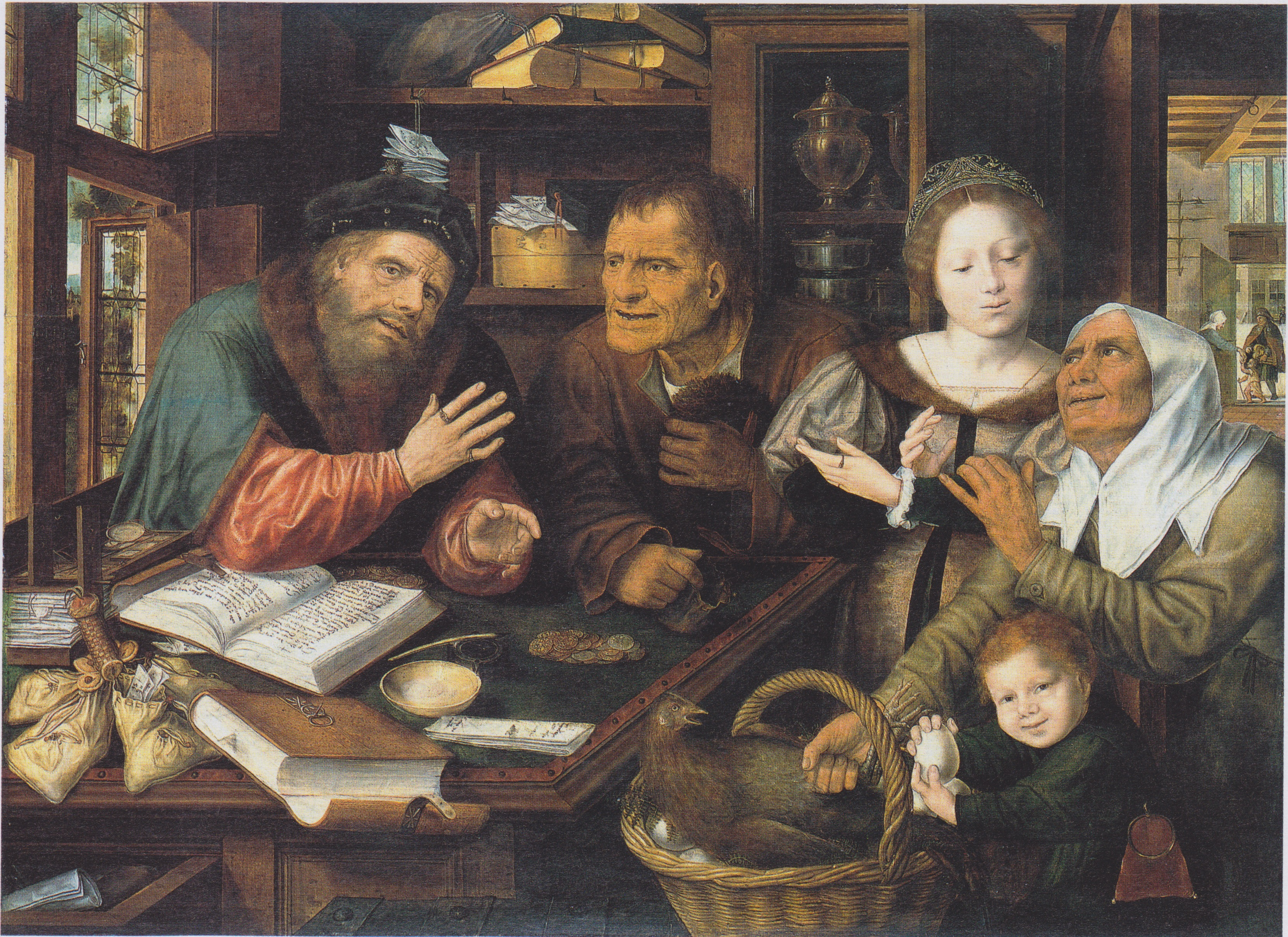
La raccolta delle tasse in un dipinto di Jan Matsys.

Il termine gabella (dall'arabo dialettale gabēla, variante di قَبالَة‎ qabāla, 'versamento', passando per il latino medievale gabulum) indicava nel medioevo varie forme di contribuzione tributaria, ma in particolare venne utilizzato per le imposte solitamente indirette sugli scambi e sui consumi di merci.
La riscossione era affidata ad esattori detti gabellieri, ufficiali pubblici oppure privati che ricevevano l'incarico in appalto.

## Tipologie
Le gabelle venivano applicate generalmente ai beni di consumo, in particolar modo i generi alimentari. L'esempio più comune era la gabella sul sale istituita a partire dal XIV secolo, che colpiva duramente la popolazione dato che il sale serviva alla conservazione del cibo, rendendo quest'imposta aspramente detestata.
Esistevano anche altre tipologie di gabelle, come quella delle bestie, ovvero un'imposta sul bestiame; oppure la gabella del fondaco, che indicava nel Regno di Sicilia sotto Federico II di Svevia un dazio commerciale. Inoltre poteva indicare un'imposta sui trasferimenti di capitale, e prendeva il nome di gabella emigrationis se colpiva un emigrante o gabella hereditatis per trasferimenti o eredità in denaro.

### Significati traslati
In Italia meridionale era usato per il contratto della raccolta delle olive (gabella delle olive). A Bologna sotto il pontificato di Giulio III venne emessa una moneta detta Gabella, in quanto il suo valore corrispondeva all'importo daziario cittadino.
Poteva altresì indicare il luogo stesso in cui venivano versati questi tributi, oppure uffici particolari come la Gabella senese.

## Regno di Francia
In Francia una delle imposte più conosciute era la gabella sul sale, tra le più odiate, oltre che una delle meno equamente distribuite. Nonostante la disapprovazione di numerosi riformatori, fu solo nel 1790 che l'imposta venne abolita, per decisione dell'Assemblea nazionale costituente. Dopo un fugace riapparire sotto Napoleone Bonaparte, cadde in disuso e venne definitivamente soppressa nel 1945.
Imposta d'origine romana, era stata riaffermata tra XII e XIII secolo dalla Corona: già istituita come provvedimento temporaneo da Luigi IX nel 1246, poi ripresa da Filippo IV nel 1286, la gabella divenne permanente sotto il regno di Filippo VI che la estese a tutto il reame con ordinanza del 20 marzo 1343, ed il sale divenne così monopolio di Stato.
Poco prima (1342), erano stati istituiti i greniers à sel, insieme magazzini d'ammasso cui i produttori erano obbligati a vendere il sale a prezzo imposto, e tribunali incaricati di giudicare le violazioni alla gabella.

### Riscossione
Come per molte tasse ed imposte durante l'Ancien Régime, la riscossione della gabella era sovente appaltata ad intermediari (fermiers) che ne versavano i proventi al re dopo aver riscosso le somme dovute dalla popolazione.
Jean-Baptiste Colbert affidò la riscossione ad una società di appaltatori, La Ferme o Gabelle, che creò un'unica centrale di riscossione al posto degli antichi greniers à sel, con un'articolazione in circoscrizioni provinciali. La Ferme pagava al re una somma fissa, rifacendosi a sua volta sui contribuenti, con ampia autonomia: per massimizzare il profitto stabilì che nei pays di grande gabelle, ogni contribuente non era libero di acquistare la quantità di sale a lui necessaria, bensì era tenuto ad acquistarne una quantità minima prefissata. I funzionari e le istituzioni caritatevoli, invece, godevano del diritto di franc salé, acquistavano cioè il sale al netto di imposte; potevano anzi ricevere il controvalore in denaro del sale che non utilizzavano.

### Pays de gabelle

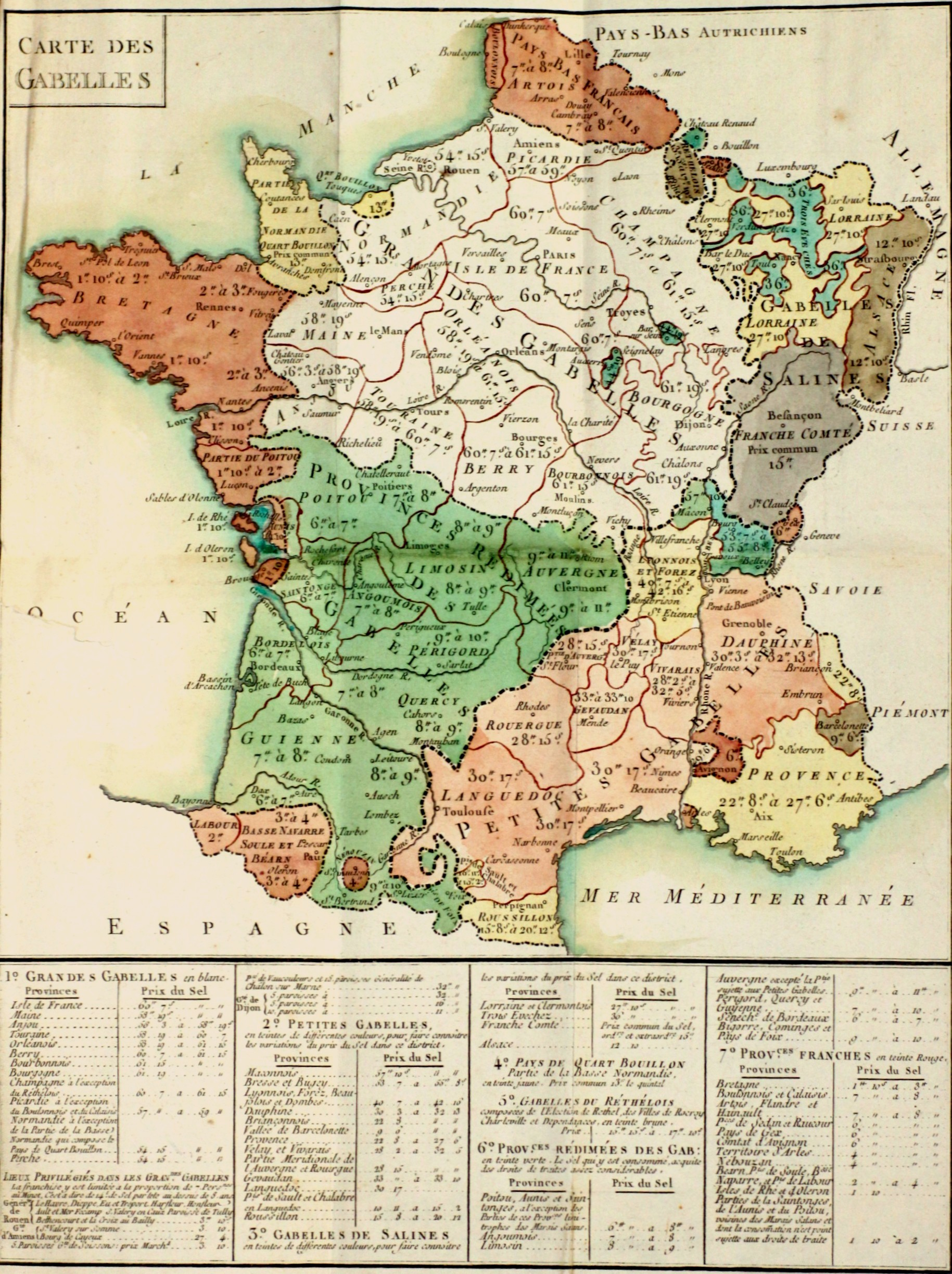
Carta delle gabelle nel rendiconto di Necker al Re,
Parigi 1781

La percezione - e l'applicazione - della gabella non era uniforme. Variava infatti da pays a pays (ordinanza del maggio 1680 di Colbert). La legislazione delle gabelle ripartiva la Francia in sei suddivisioni:
- i pays de grande gabelle, in cui si doveva acquistare obbligatoriamente una quantità fissa annuale di sale, il che rendeva la gabella una vera e propria imposta diretta: Normandia, Champagne, Piccardia, Île-de-France, Maine, Angiò, Turenna, Orleanese, Berry, Borgogna, Borbonese;
- i pays de petite gabelle, dove la vendita del sale era garantita dai greniers à sel, ma in cui il consumo era in genere libero: Delfinato, Vivarese, Gévaudan, Rouergue, Provenza, Linguadoca;
- i pays francs, esenti da imposta, in parte perché dispensati al momento della loro riunione al reame di Francia, in parte perché situati sul mare: Artois, Fiandre, Hainaut, Bretagna, Bassa Navarra, Béarn;
- i pays de salines, produttori di sale: Lorena, Alsazia, Franca Contea, Lyonnais, Dombes, Rossiglione;
- i pays de quart-bouillon, in cui il sale veniva ricavato facendo bollire la sabbia marina, e i produttori versavano un quarto del ricavato ai greniers del re: Cotentin;
- i pays rédimés , che in cambio di un versamento forfettario avevano ottenuto un'esenzione perpetua dalla gabella: Poitou, Limosino, Alvernia, Saintonge, Angoumois, Périgord, Quercy, Bordolese, Guienna.